# Nemateleotris
Nemateleotris es un género de peces dardo, de la familia de los Ptereleotridae.
Son peces muy vistosos y tímidos, que viven en agujeros en la roca y se esconden rápidamente a la menor señal de peligro.

## Especies
El Registro Mundial de Especies Marinas acepta las siguientes especies en el género:
- Nemateleotris decora. Randall & Allen, 1973
- Nemateleotris helfrichi. Randall & Allen, 1973
- Nemateleotris magnifica. Fowler, 1938

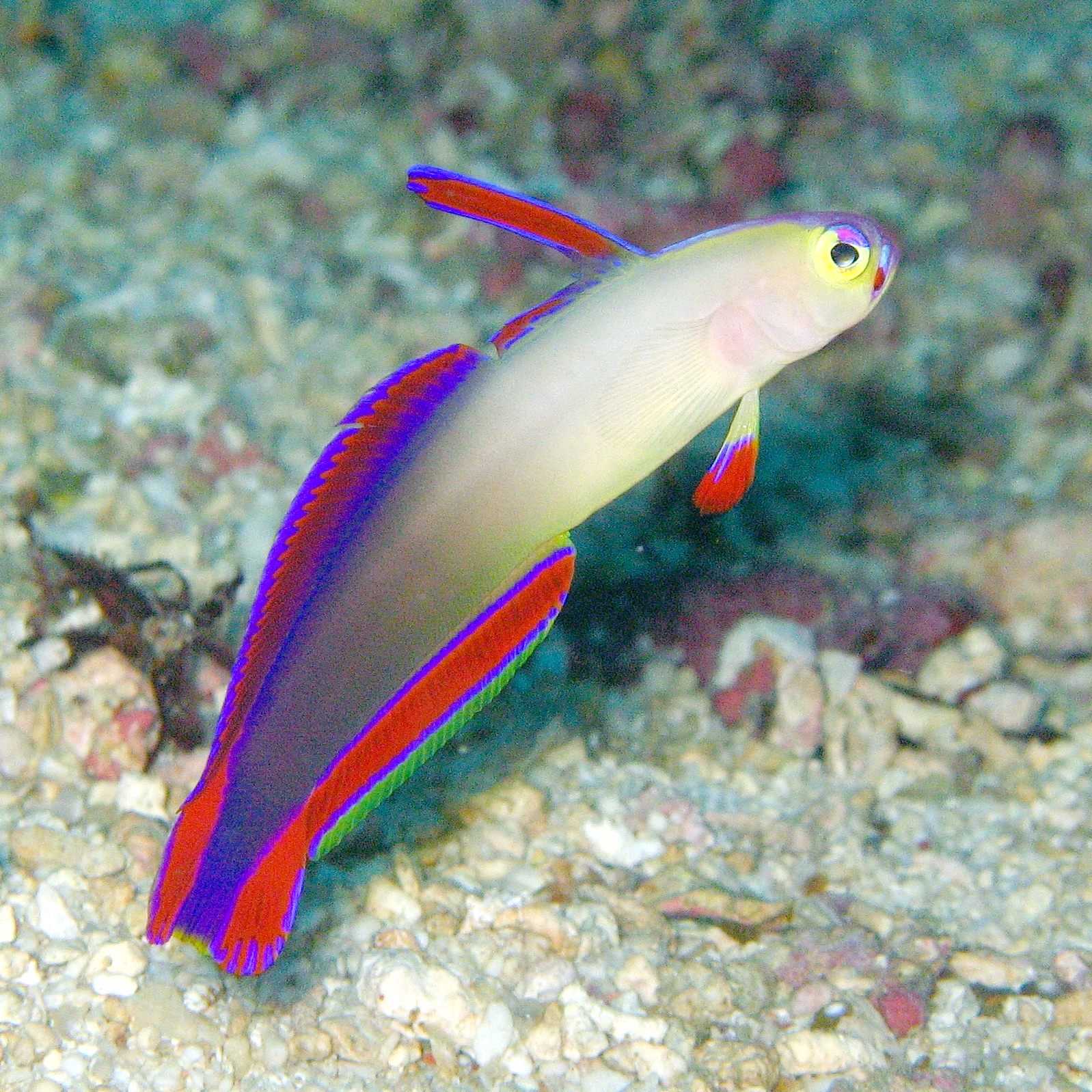
Nemateleotris decora
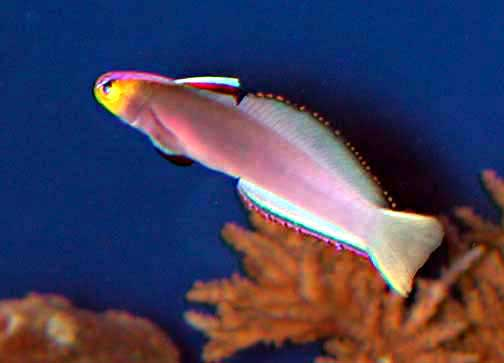
Nemateleotris helfrichi
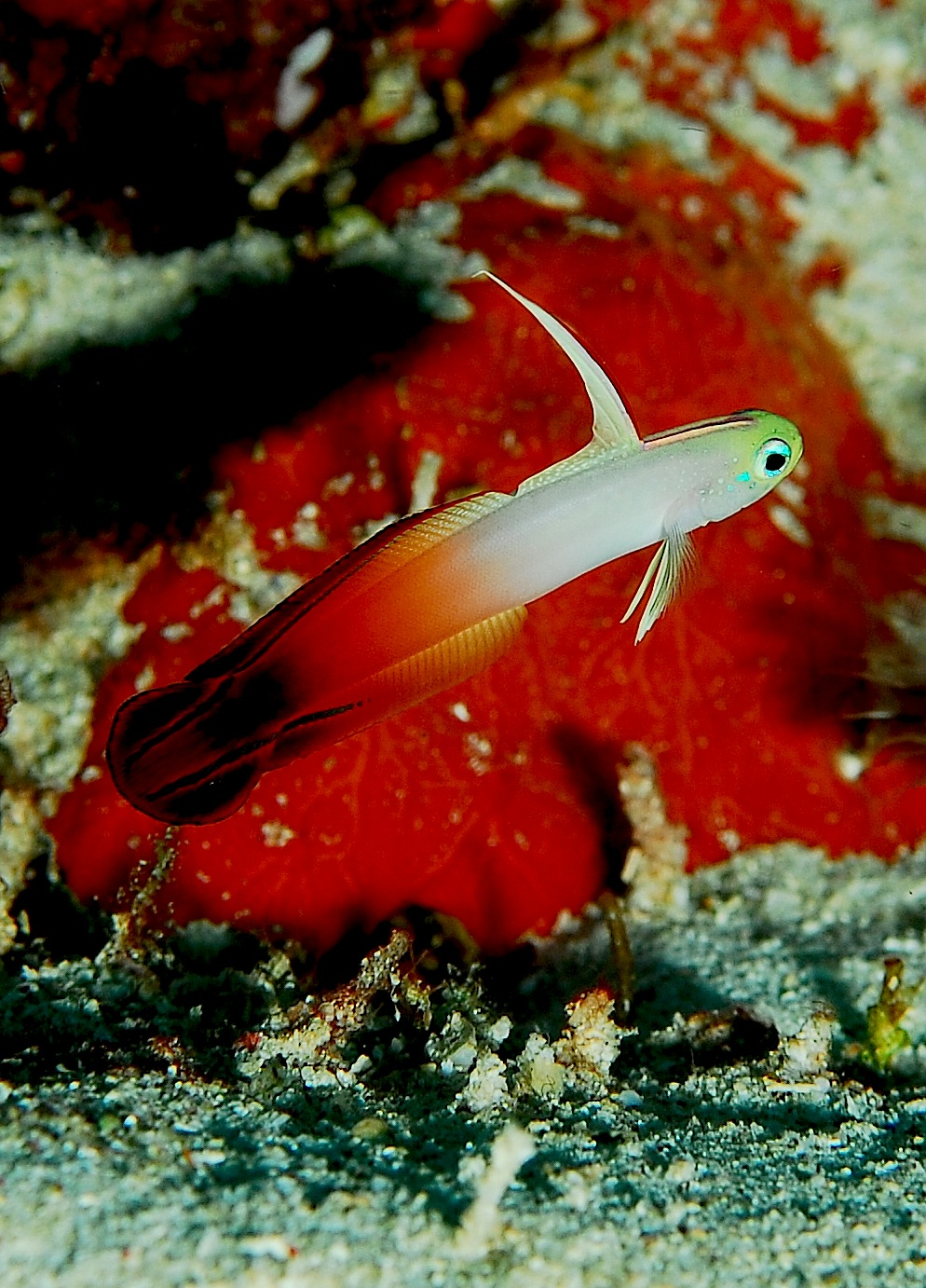
Nemateleotris magnifica

## Morfología
Cuerpo estrecho y alargado. Primera aleta dorsal muy larga y puntiaguda, formada por radios alargados, que puede ser desplegada a voluntad por el animal. Esta aleta es utilizada para advertir de su presencia y para anclarse, cuando se cobija en las guaridas.
Miden entre los 6 cm de largo de la especie N. helfrichi, hasta los 9 cm de las otras dos especies.

## Hábitat y distribución
Arrecife marino tropical. De 22 a 28 °C. Parte superior de pendientes de arrecife exterior. Parches de arena y escombro. A menudo en cuevas o repisas con fondo de arena, en paredes. También fondos duros y abiertos en la base de los arrecifes. Zonas protegidas del arrecife. Prefieren aguas claras y con corrientes.
Especies bento-pelágicas. De adultos viven en parejas en agujeros de la roca, suspendidos sobre su guarida frente a la corriente. En ocasiones varios individuos comparten el mismo agujero, especialmente los juveniles.
Profundidad: De 6 a 90 m.
Distribución: De 16°N a 28°S. Océano Indo-Pacífico. De África oriental a Hawái, al norte hasta las Ryukyu, al sur hasta Nueva Caledonia, y en toda Micronesia. 

## Alimentación
Merodean a medio metro del fondo, de cara a la corriente, para atrapar zooplancton, copépodos y larvas de crustáceos.

## Reproducción
Especies ovíparas y monógamas. Su reproducción en cautividad es difícil, pero no imposible. La mayor complicación es sacar adelante los alevines.

## Mantenimiento en acuario
Género indicado para su mantenimiento en acuario de arrecife. Se les debe proveer de zonas con corrientes y bien oxigenadas. Debido a su timidez, también se les dotará de escondrijos y zonas sombrías. 
Son tolerantes con el resto de compañeros de un acuario de arrecife. Se debe evitar juntarlos, tanto con anémonas, que podrían atraparlos, como con especies agresivas de peces, que les obligarían a pasar escondidos la mayor parte del tiempo. 
Los especímenes del comercio de acuariofilia suelen estar habituados a alimentarse con mysis y artemia congelados. También aceptan alimento en escamas. Se puede complementar la dieta con gamba cruda, calamares o pescado blanco troceados. A la hora de alimentarlos, se debe tener en cuenta que no cogen el alimento caído en el sustrato. También hay que considerar que no disputa el alimento frente a otras especies, lo que, en ocasiones, puede llevarles a la inanición y la muerte.